# Irineu Danelón
Irineu Danelón (ur. 4 kwietnia 1940 w Piracicaba) – brazylijski duchowny rzymskokatolicki, w latach 1988-2015 biskup Lins.

## Życiorys
Święcenia kapłańskie przyjął 16 września 1967. 26 listopada 1987 został prekonizowany biskupem Lins. Sakrę biskupią otrzymał 31 stycznia 1988. 30 września 2015 przeszedł na emeryturę.